# Tir la Jocurile Olimpice de vară din 1988
Probele sportive de tir sportiv la Jocurile Olimpice de vară din 1988 s-au desfășurat în perioada 18-24 septembrie 1988 la Taenung International Shooting Range.

## Medaliați

### Masculin
| Probă                        | Aur                     | Argint                  | Bronz                   |
| Pușcă trei poziții 50 m      | Malcolm Cooper (GBR)    | Alister Allan (GBR)     | Kirill Ivanov (URS)     |
| Pușcă culcat 50 m            | Miroslav Varga (TCH)    | Cha Young-chul (KOR)    | Attila Záhonyi (HUN)    |
| Pușcă cu aer comprimat 10 m  | Goran Maksimović (YUG)  | Nicolas Berthelot (FRA) | Johann Riederer (FRG)   |
| Pistol 50 m                  | Sorin Babii (ROU)       | Ragnar Skanåker (SWE)   | Ihar Basinski (URS)     |
| Pistol viteză 25 m           | Afanasijs Kuzmins (URS) | Ralf Schumann (GDR)     | Zoltán Kovács (HUN)     |
| Pistol cu aer comprimat 10 m | Taniu Kireakov (BUL)    | Erich Buljung (USA)     | Xu Haifeng (CHN)        |
| Țintă mobilă 50 m            | Tor Heiestad (NOR)      | Huang Shiping (CHN)     | Hennadi Avramenko (URS) |

### Feminin
| Probă                        | Aur                   | Argint                | Bronz                     |
| Pușcă trei poziții 50 m      | Silvia Sperber (FRG)  | Vesela Leceva (BUL)   | Valentina Cerkasova (URS) |
| Pușcă cu aer comprimat 10 m  | Irina Șîlava (URS)    | Silvia Sperber (FRG)  | Anna Maluhina (URS)       |
| Pistol 25 m                  | Nino Salukvadze (URS) | Tomoko Hasegawa (JPN) | Jasna Šekarić (YUG)       |
| Pistol cu aer comprimat 10 m | Jasna Šekarić (YUG)   | Nino Salukvadze (URS) | Marina Dobrantcheva (URS) |

### Mixt
| Probă | Aur                  | Argint                       | Bronz                 |
| Trap  | Dmîtro Monakov (URS) | Miloslav Bednařík (TCH)      | Frans Peeters (BEL)   |
| Skeet | Axel Wegner (GDR)    | Alfonso de Iruarrizaga (CHI) | Jorge Guardiola (ESP) |

## Clasament pe medalii
| Loc   | Țară                       | Aur | Argint | Bronz | Total |
| ----- | -------------------------- | --- | ------ | ----- | ----- |
| 1     | Uniunea Sovietică          | 4   | 1      | 6     | 11    |
| 2     | Iugoslavia                 | 2   | –      | 1     | 3     |
| 3     | Germania de Vest           | 1   | 1      | 1     | 3     |
| 4     | Bulgaria                   | 1   | 1      | –     | 2     |
| 4     | Germania de Est            | 1   | 1      | –     | 2     |
| 4     | Marea Britanie             | 1   | 1      | –     | 2     |
| 4     | Cehoslovacia               | 1   | 1      | –     | 2     |
| 8     | Norvegia                   | 1   | –      | –     | 1     |
| 8     | România                    | 1   | –      | –     | 1     |
| 10    | China                      | –   | 1      | 1     | 2     |
| 11    | Chile                      | –   | 1      | –     | 1     |
| 11    | Franța                     | –   | 1      | –     | 1     |
| 11    | Japonia                    | –   | 1      | –     | 1     |
| 11    | Suedia                     | –   | 1      | –     | 1     |
| 11    | Coreea de Sud              | –   | 1      | –     | 1     |
| 11    | Statele Unite ale Americii | –   | 1      | –     | 1     |
| 17    | Ungaria                    | –   | –      | 2     | 2     |
| 18    | Belgia                     | –   | –      | 1     | 1     |
| 18    | Spania                     | –   | –      | 1     | 1     |
| Total | Total                      | 13  | 13     | 13    | 39    |